# Wolfenbüttel Dukes
Die Wolfenbüttel Dukes e. V. waren ein deutscher Basketballverein aus Wolfenbüttel.
Der Verein wurde 2002 gegründet und bekam die Lizenz der SG MTV/BG Wolfenbüttel, welcher der Aufstieg in die 2. Bundesliga Nord gelang, übertragen. Anschließend spielten die Dukes sechs Spielzeiten in der zweithöchsten deutschen Spielklasse. Die Dukes erreichten unter ihren Trainern Thorsten Weinhold (2002/03 und ab Februar 2008), Vlastibor Klimeš (2003–2005), Nestor Katsagiorgis (2005/06), Halil Coskun (2006/07) und Andreas Hundt (2007 bis Februar 2008) stets Platzierungen im unteren Mittelfeld der Liga. Als besonders spektakulär bleibt den Fans die Aufholjagd im Frühjahr 2008 in Erinnerung. Mit nur drei Siegen standen die Dukes nach zwanzig Spieltagen abgeschlagen am Tabellenende, bevor dem neuverpflichteten Trainer Thorsten Weinhold mit neun Siegen aus den verbleibenden zehn Spielen der Sprung auf einen Nichtabstiegsplatz gelang.
Bedeutendste Spieler der Dukes waren der niederländische Center Peter van Rij (140 Bundesligaspiele, 2.396 Punkte), Guard Henje Knopke aus Wolfenbüttel (121 Spiele, 809 Punkte) und Center Frank Theis (116 Spiele, 1.305 Punkte). Knopke und Theis tragen auch in Zukunft die Farben der Lessingstadt. 
Aufgrund eines laufenden Insolvenzverfahrens der Dukes wurde im Juli 2008 ein neuer Verein gegründet. Ab der Saison 2008/2009 traten Wolfenbüttels höchstklassige Herrenbasketballer unter dem Namen Herzöge Wolfenbüttel in der 2. Bundesliga Pro B an. 